# Jestem nudziarą
Jestem nudziarą – powieść obyczajowa Moniki Szwai z roku 2003, napisana w postaci dziennika. Postacie z tej powieści pojawiają się także jako epizodyczne w innej książce M. Szwai – Artystka wędrowna.

## Opis fabuły
Główną bohaterką powieści, a zarazem narratorką, jest 30-letnia Agata. Uważa siebie za nudziarę – nigdy nie miała męża, w swoim życiu spała z czterema mężczyznami, nigdy nie dokonała żadnych radykalnych zmian w swoim życiu. Teraz jednak zmuszona była odejść z pracy z powodu molestowania seksualnego. Ponieważ z wykształcenia jest polonistką, udało się jej zostać nauczycielką języka polskiego oraz wychowawczynią klasy w liceum, chociaż wcześniej zarzekała się, że nigdy nie będzie pedagogiem. Szybko okazuje się, że praca w szkole jest tyleż użyteczna, co problematyczna.
Podczas wieczoru spędzanego z koleżankami w barze Agata zauważa przystojnego mężczyznę, uderzająco podobnego do jej ulubionego aktora – Liama Neesona. Pod wpływem impulsu Agata oblewa go drinkiem. To Kamil Pakulski –ojciec jednego z jej uczniów, Jacka. Sobowtór Neesona podoba się Agacie coraz bardziej, ma ona jednak dylemat, czy etyczne jest romansowanie z ojcem swojego ucznia. Poznaje też przypadkowo młodego mężczyznę – Sławka, któremu pozwala się uwodzić. Ciągle jednak pozostają wątpliwości, z którym z nich powinna się związać.